# 흑장미의 여관
《흑장미의 여관》(일본어: 黒薔薇の館)은 1969년 개봉한 일본의 미스터리 영화이다. 후카사쿠 긴지가 감독과 공동각본을 맡았다.